# De Oenck
De Oenck (in bepaalde bronnen ook vermeld als de Oenk, en een enkele foutieve keer als de Denck), is een buitenplaats in een natuurgebied, tegen de duinen van Wassenaar, welke valt binnen de Natuurschoonwet. Het landgoed heeft een lange historie.

## Geschiedenis
Het landgoed ‘De Oenck’ met hoofdgebouw en bijgebouwen was ontwikkeld voor de familie Pander, een bekende Haagsche ondernemende patriciërsfamilie. De familie is onder meer bekend van het mondiale vliegtuigconcern Pander en de "Amsterdamse en Haagsche Stijl meubelfabriek". Nabij De Oenck woonde ook de familie Fokker, bekend van hun vliegtuigfabrieken. Andere bewoners van De Oenck waren onder anderen Gratia Barones van der Oye, Nederlands skikampioene en in 1936 de eerste Nederlandse vrouwelijke deelnemer aan de Olympische Winterspelen, de families Dorhout Mees en van Beek (directeur internationaal witgoedbedrijf AEG). 
In het archief in het "Nieuwe Instituut" in Rotterdam wordt De Oenck in potlood beschreven als het "Landhuis van de Kap’tein", wellicht verwijzend naar het vak van een oud-eigenaar. De windwijzer en de klok van het dak verwijzen hier waarschijnlijk ook naar, gezien de (wal)visvorm (schetsen architecten de Bazel en Smits). Versieringen kunnen ook hebben gerefereerd aan de nabije zeeligging (wal)vis en haas (nieuwe naam van de toegangslaan). 

## Ligging
Het landgoed en de gebouwen liggen in een uniek landschap; lopend vanaf de zee bij Wassenaarse Slag is het hoofdhuis (gelijkgenaamd aan het landgoed, Huize de Oenck)  het eerste bouwsel en het ligt aan de laatste duinenrij. In het boek over de werken van de architecten wordt beschreven dat het huis ‘op het zand’ staat, aan de laatste duinenrij.  Tussen de zee en De Oenck ligt enkel natuur met verschillende (beschermde) flora en fauna, gewaarborgd door Park Hollandsche Duinen. De Oenck heeft ook een verleden in de Tweede Wereldoorlog onder andere door oorlogsslachtoffers die er onderdoken (Joods Monument). Ook was het jongensinternaat (Gymnasia van Katwijk/Den Haag) er gehuisvest, toen hun leden er tijdens de oorlog woonden en les kregen op De Oenck.

## Beschrijving
Het bezit omslaat een groot hoofdhuis van Hollandse baksteen met eikenhout en verschillende lagen en hoogtes (schroef)riet, uitgevoerd in Cottagestijl. Deze bouwstijl is net van voor de daaropvolgend in Nederland zeer populair geworden Gooise landhuisstijl. Het hoofdhuis vormt een geheel met bijgelegen (in archief genoemde Carriage House of chauffeurswoning) bijgebouw.  Het bijgebouw fungeerde ook als stal voor paarden, nu is het gebruiksvriendelijk en mogelijk bewoonbaar. Het dak brandde hier uit tijdens gevechten in de oorlog.  Bij het hoofdhuis bevond zich ook een bak- of moestuinhuisje, ook met rieten dak en ook een glazen kas, bij de groentetuin en tuinmuur met vruchtentakken. Het ensemble geeft een landelijk idee. Verder in de laan bevindt zich een eenvoudige jachtopzienerswoning, nog altijd verhuurd aan de hedendaagse boswachter voor dit deel van de duinen. De poorten op het einde van de laan zijn van speciaal gevormd ijzer, met bijbehorend metselwerk uit die tijd en nog origineel. De eerder in de laan gelegen entree met zeskantige gevormde palen en van vier sleuven voorziene slagboom werd gevonden op het terrein. Er is een aangelegde tuin in Engelse stijl rondom het hoofdhuis, en divers landschap op de hectares omliggend, variërend van (park)bos, duinlandschap, water, rozentuin, moestuin, boomgaard en veld(en). 

### Architecten
De eerste schetsen en bouwtekeningen van het hoofdhuis met tekeningen uit 1910 en bouw uit 1911, opgeslagen bij Nieuwe Instituut/voormalig Nederlands Architectuurinstituut NAi te Rotterdam, zijn van de Nederlandse architect K.P.C. de Bazel (1869-1923). De Bazel was naast het ontwerpen van grote projecten, meubels en glaswerk ook een meester in het ontwerpen van bijzondere landhuizen. De Oenck is een sprekend voorbeeld waar de architecten iets creëerden waar van binnen naar buiten en andersom geleefd en gekeken kon worden. De hal volstond als knooppunt van de leefruimtes en werd vaak voorzien van een speciale vloer met rijk versierde betimmeringen. De hal lag vaak bij de landhuizen van de Bazel en Smits centraal na een tochtportaal en waaromheen in de vorm van een vlinder, verdere vertrekken werden ingetekend, per functie, voor de kamers. Ook (zand)steengekleurde en heel specifiek gelegde terrasvormen zijn aangelegd op de stoepjes en terrassen. Zeer uniek zijn ook de gevelstenen aan de achterkant van het landhuis, waarin een patroon van ooievaars en panters elkaar afwisselen.
De afwerkingen en fraaie details van de Oenck zoals (niet meer allen bestaande) luiken (sommigen voorzien van louvre-riggels) samen met de ingefreesde vierpuntsvormen en het toegepaste houtwerk, werden afgemaakt door de chef-bureau van de Bazel, de relatief jonge Antonie Pieter Smits (1881-1957) – en diens latere kantoor na het overlijden van de Bazel - Smits en Fels Architecten. Het is helaas onduidelijk hoeveel hulp Smits van de Bazel heeft gehad voor het latere werk, maar als de Bazel’s opvolger is Smits zeer beroemd geworden.  
Smits beschreef De Oenck zelf in 1933 (bouwjaar was 1911) nog steeds als ‘het mooiste huis van Wassenaar is het huis van de familie Pander aan de duinen. Niet enkel door ons ontwerp, ook vanwege de unieke plek. In het grote boek ‘Gebroeders Fels architecten’ wordt de Oenck uitgebreid besproken en worden details uitgelicht zoals: Prachtig en romantisch gebouwd landhuis in schitterende omgeving voorzien van veel riet, detailwerk in het baksteen, hoge daklijn en lage uitkomsten.  Anderhalve kapvorm zadeldak, wolfskappen haaks en met houten vakwerk behelst. Unieke kenmerken van het exterieur zijn bijvoorbeeld de boven de dakvoet uitgebouwde onderdelen, waaronder een topgevel in de voorgevel, uitbouwen met riet gedekt en voorzien van bay windows, gesmoorde nokvorsten en van detailranden voorziene gemetselde schoorstenen op de nokhoeken. Het grote bouwvolume is bekroond door een hoog opgaande rieten kap en dakruiter. Erkers en voorsteekkapellen, bekroond met dwarskappen, verlevendigen het geheel.  Statig, maar ook speels. Er zijn voornamelijk natuurlijke materialen gebruikt en de ramen zijn nagenoeg allen van glas in lood. Fels beschreef het als een groot, gezellig familiehuis. Roedenverdelingen, een (thans niet meer aanwezige) gevelsteen, de hangbel buiten, en de luiken voor de ramen met gefreesde vormen verwijzen verder naar het buitenleven en de Engelse landhuisstijl. Het Landhuis werd in 1912 bewoond en gelukkig werd het authentieke karakter meer dan honderd jaar later, behouden. Specifiek benoemde architectonische punten over de Oenck zijn buitenshuis ook de toegangspoorten/Houten hekken.  Deze bestaan uit gemetselde hekpijlers voorzien van siermetselwerk (bekroond door lantaarns) met houten draaihekken en waarbij linker hekpijler verbonden is met oa convex gemetselde muur, die een van de toeritten naar het voorplein inleidt en afgesloten wordt met rollaag in staand verband - en vervolgens wordt beëindigd met een hekpijler. Bij de hekpijler recht omhoog staat een beschermde en lijkend ‘galg/L-vormige’ ophanging, waarschijnlijk voor de eerste straatverlichting, in die tijd. De ontvangstpoort of ‘slagboom’ is gerestaureerd.
De Oenck was het enige bouwelement aan de laan in die tijd, zo’n 400 meter van de Jagerslaan af. Daar waar de toegangslaan start staat een privé bordje en de gerestaureerde slagboom (thans verwijderd).  De kenmerken van het geheel inclusief de oude bijgebouwtjes resulteren in een waardering van waardevol cultuurhistorische objecten in Wassenaar en staat bij de gemeente op de lijst van tastbaar erfgoed, vanwege de cultuurhistorische, architectuurhistorische - en ensemble-waarde voor het algemeen nut en belang voor de gemeente Wassenaar. In die documenten worden de volgende aspecten uitgelicht:  Toegangshek bestaande uit muurtje, hekpijlers en de houten draaihekken;  verschillende bijgebouwen waaronder rietgedekt bakhuisje (zadeldak) en rietgedekt koetshuis/chauffeurswoning uit 1911. Huize de Oenck is onderdeel van bescheiden doch historisch gelijkgenaamd landgoed De Oenck, zo’n 450m ten westen van de Jagerslaan, voorbij het Hertenkamp vanuit het dorp gezien, en een vertakking van de Jagerslaan, aan het einde van de Hazelaan, voorbij de afslag aan de Hertelaan. Het is een van de rustigste plekken van Wassenaar gezien geen doorgaand verkeer.  waar verschillende bekende architecten speciale (land)huizen vervaardigden. De Oenck is de oudste van de omgeving, de Jagerslaan werd pas jaren na bouw rond 1914 aangelegd; de naamgeving Hazelaan stamt uit 1922. Een oud schild/gevelsteen op het bakhuisje in de vorm van een drukkende Haas doet iets aan de laannaam vermoeden. De windvaan, niet meer aanwezig, doet denken aan de Zee. ‘De Oenck’ heeft vanwege de architectuur en verdere aanleg door als een van de werken van de meest vooruitstrevende architecten de Bazel en Smits, een zeer hoge cultuurhistorische waardering.

## Inrichting
In het hoofdhuis bevonden zich in 1975 nog een aantal meubels van de tekenhand van de Bazel, zelfs een aantal uit zijn eigen (familie)bezit. Een direct uit de familie de Bazel verkregen. Ook waren er nog meubelstukken uit het bedrijf van de eerste eigenaar, Pander. Het familiewapen van Pander is ook te zien in glas-in-lood-deuren in het interieur (thans bij Wassenaarse verzamelaar). (Terug)gevonden en gespreid bewaarde stukken zijn o.a. een art-nouveau schrijftafel, parapluhouder met eikenhouten detaillering, groene wijnglazen, allen van de hand of eigendom van Karel de Bazel. In 2005 is veel (houten) detail verloren gegaan tijdens een renovatie naar smaak toenmalige eigenaren. Het authentieke interieur verging deels, zoals onder andere de betimmeringen aan wanden en profileringen aan (plafond)balken. Vloeren met dubbele Versailles-bies inclusief friesjes zijn op beperkte plekken nog te zien en delen van gesloopte interieuren zijn bewaard gebleven. Een volledige interieurrestauratie bevordert de mogelijke Rijksmonumentale status. 
In het Carriage House annex koetshuis/chauffeurswoning ziet men bij de trap naar de eerste verdieping en in het plafond gegraveerde scheepsmansleuzen en geschilderde inscripties uit de Tweede Wereldoorlog, mogelijk van onderduikers. In ditzelfde bijgebouw werden in de zestiger jaren paarden gehouden en diende de voorzijde als stallen complex.

## Omgeving
De Oenck heeft rondom het hoofdhuis een Engelse tuinaanleg en er is een moestuin met boomgaard, (nog steeds in 1986 aanwezig), rozentuin, parkbos met padenstelsels en had verschillende prieeltjes, o.a. rondom de Groote vijver welke verbonden is met de Kaswetering.  Ook is er duinlandschap en een beukenbos. Rondom het grote huis is de tuin romantisch aangelegd als Engelse tuin, met veel rozenpartijen en rododendrons, met (thans onduidelijke) zichtlijnen naar duinen en bos – ook een zichtlijn naar waar de grote vijver lag, een naar het voorbos aan de voet van het duin, en een het beukenbos in. Er zijn borders in verschillende hoogtes van baksteen en in een parkachtig terrein.  
Er is veel water op De Oenck, dat aangesloten is op de Kaswetering. De Kaswetering is een beek in Wassenaar die meandert in de omgeving en uitmondde in de Oude Rijn. De binnentuin nabij het hoofdhuis heeft in vrijwel het hele decennium 1970 de eerste plek gewonnen bij de Wassenaarse Tuinkeuring, dat werd gehouden door de Haagsche leden van de Kon. Maatschappij Tuinbouw/Plantkunde. De keuring werd uitgeroepen op de Haagsche Club aan het Lange Voorhout in Den Haag. De formele rozentuin is thans vergaan en het parkbos met oud geboomte (speciaal zijn vooral de hoge esdoorns met kleurvormend herfstblad) is er nog.  De Groote Vijver zoals beschreven door Huzaren had omringend vier ‘dikke beuken’ (drie nog aanwezig in 1991) is gedempt voor 2005, maar er zijn nog slingerende watergangen.  Ook was er een (gras)tennisbaan met houten huisje omlijnd door beukenbomen, aan de oostkant van het terrein.   
De Oenck ligt beschut door het aangelegen duinlandschap, gezien ligging onderaan de laatste en steile duinenrij, gezien vanaf de zee.  In de duinen behorende bij het landgoed, zijn er kenmerkende evenwijdige duinenrijen met daarop aansluitende paraboolduinen en verschillende hoogten en laagten met struweel. Het terrein is niet toegankelijk en is particulier eigendom.  Er is veel wild aanwezig o.a. vanuit de duinen en er wordt beperkt gejaagd. De Oenck is gesitueerd aan het einde van de toegangslaan aan een toenmalige afslag van de Jagerslaan, startend bij het (nog bestaand) Wassenaarse Jagershuisje van Prins Frederick (thans afslag Hazelaan). Het ‘oudste geraamte’ van het terrein van De Oenck besloeg o.a. huidige kavel- en adres nummers van Hazelaan 8, 13, 15, 17, 18, 19 en duingebied – volgens Kadaster is een oud deel bosterrein en park zeer recentelijk opnieuw bijgevoegd in verschillende transacties en heeft het landgoed nagenoeg de oude contouren aan het einde van de Hazelaan (februari 2024). Het huis op nummer 8 is later gebouwd en van 1947, duidelijk jonger dan Huize De Oenck (1911). Deze werd bij het landgoed toegevoegd en de oude laanafscheiding ertussen geprivatiseerd. Het terrein verkeert niet precies in oude staat.  Hoewel, naar vermoeden dat Hazelaan 8 door de eigenaar van Hazelaan 15 is aangekocht, gezien aansluitende kavels naadloos op nummer 15 aansluiten, zeer goed herstelbaar.    
De zuidwestkant van het terrein grenst aan duingebied en bossen van voormalige buitenplaats Groot Haesebroek; het perceel grenst aan zuidoost- en zuidwestelijke zijde aan een watergang die in zuidwesthoek afbuigt in zuidelijke richting (evenwijdig aan duinen) en die in oostelijke richting in verbinding staat met de watergang langs de Jagerslaan, en in zuidelijke richting aansluit op de watergangen van het oude Groot Haesebroek. Aan de duinkant bevinden zich nog een aantal monumentale (eiken)bomen en de oudere boomgaard dan die bij het hoofdhuis is nog enigszins waarneembaar. De jachtopzienerswoning is verhuurd door de eigenaren blijkens gba.  Wegens de ligging en de vrije ruimte aan het einde van de laan heeft het landgoed geen aangelegen buren. De Oenck is in Wassenaar een officieel ‘beeldbepalend’ object, dus veel mag er niet veranderen. De gebouwen zijn op een aantal kleinere veranderingen na nauw genoeg als op de originele tekeningen van de K.P.C. de Bazel en A.P. Smits. De gebouwen zijn nauwelijks  waarneembaar vanaf de openbare weg. Er zijn verschillende ecologische onderzoeken gedaan en alle flora is gedocumenteerd, in te zien bij de gemeente Wassenaar.
Het hoofdhuis draagt dezelfde naam als het landgoed en het terrein nabij het hoofdhuis bedraagt zo’n 6,5 hectare en gaat tot in een deel van de duinen. Er is nog zo’n 2,7 hectare binnentuin waar zich de Engelse tuin, moestuin en boomgaard bevinden. Hier bevonden zich ook de (paarden)wei, theekoepeltje en rozentuin. Oude houtopstanden en park liggen aan de noordkant van het hoofdhuis en er is oa een rode beuk geschat op 250 jaar oud, nog aanwezig in 2004. Vervolgens is er zo’n 11 hectare aansluitende duingrond, met oude zandstuifkuilen en hoogteverschillen met vergezichten. Vanaf het hoogste punt op de duinrand is de zee te zien. De oude bomen en boomgaarden gaan over in de oude terreinen van Wildrust/Duinauwe. Het terrein is niet opengesteld en werd rondom 2022 (Kadaster) voor een groot deel naar de oude contouren teruggebracht bij verdere aankoop van percelen en natuur, na een tijd van versnippering. De Noordkant grenst ook tegen het duinbos dat weer grenst aan het Wassenaarse Hertenkamp en de Vrije Blick. Het Hertenkamp hoorde oorspronkelijk bij de landgoederen maar is nu agrarisch van karakter en openbaar, oa voor de variëteit aan flora (vnml. veldbloemen zoals klaprozen en korenbloemen) en fauna. De ingang van het Hertenkamp bevindt zich nabij de Jagerslaan richting het oude dorp en is onlangs in oude staat gerestaureerd. Er staat geen ander bouwsel tussen de duinen en park van De Oenck en de zee. Eerder stond er nog een oude Watertoren, die door (prijsuitreiking) J.P.L. Hendriks tekende. Eenmaal geen functie en op een steile helling, is behalve de toren het machinegebouw ook gesloopt.  De resterende beheerderswoning wordt teruggegeven aan de natuur. De huidige jachtopzieners- en boswachterswoning staat zoals gemeld nog altijd op het terrein. Er bleken in 2004 plannen om de Groote Vijver terug te brengen maar zijn thans (nog niet) teruggelegd op de originele plek, die plek is nu ‘nieuwe aangelegde’ natuur.